# Давид Дремвитски
Давид (на македонска литературна норма: Давид) е северномакедонски поет и духовник, епископ на Македонската православна църква – Охридска архиепископия..

## Биография
Роден е в 1972 година със светското име Янко Нинов на македонска литературна норма: Јанко Нинов) в Скопие, тогава във Федерална Югославия, днес в Северна Македония. Баща му е видният актьор Славко Нинов. Завършва средно културологично училище в Скопие и учи класическа филология в Института за класически изследвания при Скопския университет. Завършва богословие в Солунския университет.
Работи като редактор на списанието за литература, изкуство и култура „Стремеж“ и в редакцията за култура на държавната телевизия. Публикува няколко стихосбирки и е носител на наградата „Студентски збор“ за най-добра дебютантска поетична книга. Превеждан е в антологии на чужди езици. Член е на Дружеството на писателите на Македония от 1993 година.
В 1995 година се замонашва и в 1996 година е ръкоположен за дякон. В голяма схима е замонашен в 1997 година и същата година е ръкоположен в свещенически чин. В манастира издава списанието „Успение“. Постъпва в каноничната Православна охридска архиепископия и е арестуван и разпитван в битолското полицейско управление. По искане на разколническата Македонска православна църква всички монаси са изгонени от манастира от полицията.
В 2006 година е избран за титулярен епископ с титлата Стобийски, но заради затварянето на архиепископ Йоан VI Охридски от властите в Република Македония, хиротонията в епископски чин е извършена чак на 17 юни 2007 година. В 2008 година е поставен е за управляващ Струмишка епархия. Изпълнява функцията първи секретар на Светия Синод и е редактор на официалната интернет страница на Православната охридска архиепископия, како и на списанието на архиепископията „Соборност“.
На 20 юни 2023 година ПОА се интегрира в МПЦ и епископ Давид получава титлата Древмитски и е назначен за викарен епископ на Скопската епархия.